# Аймо Аалтонен
А́ймо Аалто́нен (фін. Aimo Aaltonen) (*10 грудня 1906, Парайнен — †21 вересня 1987, Гельсінкі) — діяч фінського робітничого руху. За фахом — робітник-будівельник. Від 1923 року брав участь у роботі пролетарських організацій. Член Комуністичної партії Фінляндії (КПФ) від 1927 року.
Як керівний партійний працівник 1935 року був заарештований і до 1944 року перебував у тюрмах і концтаборах. У 1944—1951 роках — член Політбюро Виконкому КПФ, від 1951 — член Політбюро ЦК. У 1944—1945 і 1948—1966 роках — голова КПФ.
Депутат сейму від 1945 року.